# 908

## Догађаји
- 15. мај – Трогодишњег Константина VII, сина цара Лава VI (Мудрог), крунисао је патријарх Јевтимије I у Цариграду за суцара Византијског царства. Крунисање је одржано у Аја Софији.
- 3. август – Битка код Ајзенаха: Инвазијска мађарска сила побеђује војску Источне Франачке под командом војводе Буркхарда, убивши га, заједно са војводом Егином и Рудолфом I, бискупом Вирцбурга. Мађари пустоше Тирингију и Саксонију све до Бремена, враћајући се са много плена.
- Војвода Атенулф I (Велики) од Беневента напада Сарацене на реци Гариљано, уз помоћ Напуља и Амалфија. Прешавши реку, Атенулф побеђује арапску војску и стиже до зидина њиховог утврђеног логора. Међутим, изненадно повлачење Наполитанаца чини опсаду бескорисном.
- 13. август – Умро је абасидски калиф ал-Муктафи и наслиједио га је његов именовани наследник, његов млађи брат Џафар (Ал-Муктадир).
- 17. децембар – Хусејн ибн Хамдан предводи побуну да свргне новоименованог абасидског калифа Ал-Муктадира у Багдаду. Он поставља свог стрица Абдалаха ибн ал-Мутаза и убија везира Ал-Абаса ибн ал-Хасана ал-Јарјараија, али не успева да убије Ал-Муктадира. Ово, коначно, доводи до пропасти државног удара.